# Municipio de Cannon Ball
El municipio de Cannon Ball (en inglés: Cannon Ball Township) es un municipio ubicado en el condado de Hettinger en el estado estadounidense de Dakota del Norte. En el año 2010 tenía una población de 45 habitantes y una densidad poblacional de 0,48 personas por km².

## Geografía
El municipio de Cannon Ball se encuentra ubicado en las coordenadas 46°19′37″N 102°6′36″O / 46.32694, -102.11000. Según la Oficina del Censo de los Estados Unidos, el municipio tiene una superficie total de 93.21 km², de la cual 93,21 km² corresponden a tierra firme y (0 %) 0 km² es agua.

## Demografía
Según el censo de 2010, había 45 personas residiendo en el municipio de Cannon Ball. La densidad de población era de 0,48 hab./km². De los 45 habitantes, el municipio de Cannon Ball estaba compuesto por el 100 % blancos. Del total de la población el 0 % eran hispanos o latinos de cualquier raza.